# Madison De La Garza
Madison De La Garza, ameriška igralka, *28. december 2001, Dallas, Teksas, Združene države Amerike.
Najbolje je prepoznavna po vlogi Juanite Solis, hčere Gabrielle Solis in Carlosa Solisa v televizijski seriji Razočarane gospodinje, opažena pa je bila tudi v televizijski seriji Jonas Brothers: Living the Dream, natančneje v epizodi »Rock Star in Training«. Pojavila se je tudi v Disneyjevem filmu Princess Protection Program, v kateri glavno vlogo igrata njena pol sestra, Demi Lovato, ter Selena Gomez. Imela je tudi vlogo »mlajše Sonny« v televizijski seriji Sonny With a Chance (starejšo verzijo igra njena sestra, Demi Lovato).

## Zasebno življenje
Madison De La Garza se je rodila 28. decembra 2001 v Dallasu, Teksas, Združene države Amerike, mami Diani Lovato (roj. Hart) in očetu Eddieju De La Garzi. Po mamini strani ima tudi starejši polsestri, Dallas in Demi Lovato (Demi Lovato je igralka in pevka). Z Demi je tudi posnela nekaj posnetkov in jih pozneje objavila na YouTubu. Je dobra prijateljica z igralcem Frankiejem Jonasom, mlajšim bratom trojice skupine Jonas Brothers.

## Kariera
Madison De La Garza je s svojo igralsko kariero pričela leta 2008 in sicer v Disneyjevi televizijski seriji Jonas Brothers: Living the Dream, v kateri so glavne vloge odigrali bratje Nick, Joe in Kevin Jonas, vsi trije člani glasbene skupine Jonas Brothers. Epizoda »Rock Star in Training«, v kateri je igrala ona, se je predvajala 15. avgusta tistega leta. Prav tako leta 2008 je Madison De La Garza dobila stransko vlogo, vlogo Juanite Solis, najstarejše hčere Gabrielle Solis in Carlosa Solisa v televizijski seriji Razočarane gospodinje, v kateri je igrala do leta 2012. Čeprav je začela kot stranska vloga, je bila v osmi sezoni povišana v glavno zasedbo.
Leta 2009 se je Madison De La Garza pojavila v dodatku za Disneyjev film Princess Protection Program, v katerem glavno vlogo igrata njena sestra, Demi Lovato in sestrina najboljša prijateljica Selena Gomez. Istega leta se je pojavila v vlogi mlajše verzije Sonny Munroe v televizijski seriji Sonny With a Chance, natančneje v epizodi »Cookie Monster«, ki se je na Disney Channelu predvajala 15. novembra 2009. Starejšo verzijo Sonny igra Madisonina starejša sestra, Demi Lovato. Poleg nje sta v tisti epizodi serije gostovali tudi Patricia Bethune in Genevieve Hannelius, najbolje prepoznavna po televizijski seriji Leo Little's Big Show. Leta 2010 je bila Madison De La Garza tudi gost v oddaji The View, ki se je predvajala 15. februarja 2010.

## Filmografija
| Leto       | Naslov                           | Vloga         | Opombe                                                                                     |
| ---------- | -------------------------------- | ------------- | ------------------------------------------------------------------------------------------ |
| 2008-danes | Razočarane gospodinje            | Juanita Solis | Sezona 5 - danes                                                                           |
| 2008       | Jonas Brothers: Living the Dream | Ona           | 1 epizoda - »Rock Star in Training«                                                        |
| 2009       | Sonny With a Chance              | Mlajša Sonny  | 1 epizoda - »Cookie Monster« Starejšo verzijo Sonny igra njena starejša sestra Demi Lovato |
| 2009       | Princess Protection Program      | Dodatno       |                                                                                            |
| 2010       | The View                         | Ona           |                                                                                            |